# Брендон Коуп
Брендон Коуп (англ. Brandon Coupe; нар. 11 квітня 1972) — колишній американський тенісист.
Найвищу одиночну позицію світового рейтингу — 673 місце досяг 30 січня 1995, парну — 62 місце — 10 травня 1999 року.
Здобув 1 парний титул.
Найвищим досягненням на турнірах Великого шолома був чвертьфінал в парному розряді.

## Фінали турнірів ATP за кар'єру

### Парний розряд: 3 (1–2)
| Легенда                         |
| ------------------------------- |
| Турніри Великого шлема (0–0)    |
| Фінали Світового туру ATP (0–0) |
| Серія Мастерс ATP (0–0)         |
| Серія турнірів ATP (0–0)        |
| Світова серія ATP (1–2)         |

| Фінали за покриттям |
| ------------------- |
| Тверде (0–1)        |
| Ґрунт (1–1)         |
| Трава (0–0)         |
| Килим (0–0)         |

| Фінали за типом корту |
| --------------------- |
| Відкритий корт (1–2)  |
| Закритий корт (0–0)   |

| Результат | W–L | Дата     | Турнір                 | Рівень           | Покриття | Партнер      | Суперники                         | Рахунок  |
| --------- | --- | -------- | ---------------------- | ---------------- | -------- | ------------ | --------------------------------- | -------- |
| Поразка   | 0–1 | Сер 1997 | Сан-Марино, Сан-Марино | Серія Інтернешнл | Ґрунт    | Давід Родіті | Крістіан Бранді Філіппо Мессорі   | 5–7, 4–6 |
| Перемога  | 1–1 | Чер 1998 | Болонья, Італія        | Серія Інтернешнл | Ґрунт    | Паул Роснер  | Джорджо Галімберті Массімо Валері | 7–6, 6–3 |
| Поразка   | 1–2 | Сер 1998 | Connecticut Open, США  | Серія Інтернешнл | Тверде   | Дейв Ренделл | Хуліан Алонсо Хав'єр Санчес       | 4–6, 4–6 |

## Фінали ATP Челленджер і ITF Ф'ючерс

### Парний розряд: 27 (11–16)
| Легенда                |
| ---------------------- |
| ATP Челленджер (11–16) |
| ITF Ф'ючерс (0–0)      |

| Фінали за покриттям |
| ------------------- |
| Тверде (6–12)       |
| Ґрунт (4–4)         |
| Трава (1–0)         |
| Килим (0–0)         |

| Результат | W–L   | Дата     | Турнір                     | Рівень     | Покриття | Партнер           | Суперники                                      | Рахунок                         |
| --------- | ----- | -------- | -------------------------- | ---------- | -------- | ----------------- | ---------------------------------------------- | ------------------------------- |
| Перемога  | 1–0   | Лис 1995 | Сантьяго, Чилі             | Челленджер | Ґрунт    | Себастьєн Лебланк | Ніколас Лапентті Габрієль Сільберстейн         | 3–6, 7–5, 6–4                   |
| Перемога  | 2–0   | Лип 1996 | Схевенінген, Нідерланди    | Челленджер | Ґрунт    | Паул Роснер       | Мартейн Бок Денніс Ван Схеппінґен              | 6–1, 3–6, 6–0                   |
| Поразка   | 2–1   | Вер 1996 | Урбана, США                | Челленджер | Тверде   | Трей Філліпс      | Девід Ді Лусія Скотт Гамфріс                   | 4–6, 2–6                        |
| Перемога  | 3–1   | Чер 1997 | Фюрт, Німеччина            | Челленджер | Ґрунт    | Паул Роснер       | Мартін Сіннер Йост Віннінк                     | 7–5, 6–3                        |
| Поразка   | 3–2   | Чер 1997 | Загреб, Хорватія           | Челленджер | Ґрунт    | Паул Роснер       | Давід Родіті Томаш Анзарі                      | 6–3, 6–7, 6–7                   |
| Перемога  | 4–2   | Чер 1997 | Брауншвейг, Німеччина      | Челленджер | Ґрунт    | Паул Роснер       | Небойша Джорджевич Оскар Ортіс                 | 6–4, 6–3                        |
| Поразка   | 4–3   | Лют 2000 | Амарилло, США              | Челленджер | Тверде   | Майкл Селл        | Майкл Гілл Браян Макфі                         | 5–7, 2–6                        |
| Поразка   | 4–4   | Чер 2000 | Фюрт, Німеччина            | Челленджер | Ґрунт    | Девін Бовен       | Едуардо Ніколас-Еспін Херман Пуентес-Альканьїс | 4–6, 2–6                        |
| Поразка   | 4–5   | Гру 2000 | Сан-Хосе, Коста-Рика       | Челленджер | Тверде   | Девін Бовен       | Гільєрмо Каньяс Адріан Гарсія                  | 6–7(5–7), 1–6                   |
| Поразка   | 4–6   | Лип 2001 | Ульм, Німеччина            | Челленджер | Ґрунт    | Тім Крічтон       | Франтішек Чермак Давід Шкох                    | 2–6, 4–6                        |
| Поразка   | 4–7   | Лип 2001 | Схевенінген, Нідерланди    | Челленджер | Ґрунт    | Тім Крічтон       | Джордан Керр Грант Сілкок                      | 3–6, 4–6                        |
| Поразка   | 4–8   | Лис 2001 | Ноксвілл, США              | Челленджер | Тверде   | Келлі Ґаллетт     | Марді Фіш Джефф Моррісон                       | 3–6, 0–6                        |
| Перемога  | 5–8   | Січ 2002 | Сан-Паулу, Бразилія        | Челленджер | Тверде   | Фредерік Ніємеєр  | Федеріко Бровне Луїс Орна                      | 6–7(5–7), 7–6(7–4), 6–4         |
| Перемога  | 6–8   | Бер 2002 | Салінас, Еквадор           | Челленджер | Тверде   | Джефф Салзенстейн | Мартін Родрігес Дієго Веронеллі                | 6–7(3–7), 6–4, 7–6(7–3)         |
| Поразка   | 6–9   | Кві 2002 | Тарзана, Лос-Анджелес, США | Челленджер | Тверде   | Кевін Кім         | Жорж Бастл Невілл Годвін                       | 3–6, 6–4, 3–6                   |
| Поразка   | 6–10  | Лип 2002 | Аптос, США                 | Челленджер | Тверде   | Брендон Гок       | Амір Хадад Мартін Вассальйо Аргуельйо          | 4–6, 4–6                        |
| Поразка   | 6–11  | Сер 2002 | Lexington Challenger, США  | Челленджер | Тверде   | Ерік Тайно        | Джек Брейсінгтон Гленн Вейнер                  | 2–6, 6–4, 5–7                   |
| Поразка   | 6–12  | Лют 2003 | Джоплін, США               | Челленджер | Тверде   | Дієґо Аяла        | Мартін Гарсія Грейдон Олівер                   | 1–6, 4–6                        |
| Поразка   | 6–13  | Бер 2003 | Шербур, Франція            | Челленджер | Тверде   | Скотт Гамфріс     | Бенжамен Кассень Рік де Вуст                   | 7–6(19–17) 6–7(5–7), 6–7(11–13) |
| Поразка   | 6–14  | Чер 2003 | Атлантік-Сіті, США         | Челленджер | Тверде   | Пол Голдстейн     | Тріпп Філліпс Раян Сачір                       | 5–7, 3–6                        |
| Перемога  | 7–14  | Лип 2003 | Кордова, Іспанія           | Челленджер | Тверде   | Ноам Окун         | Хуан Ігнасіо Карраско Альберт Портас           | 6–4, 1–6, 6–4                   |
| Перемога  | 8–14  | Жов 2003 | Тібурон, США               | Челленджер | Тверде   | Джастін Гімелстоб | Дієґо Аяла Роберт Кендрік                      | 0–6, 6–3, 7–6(7–3)              |
| Поразка   | 8–15  | Лют 2004 | Вайколоа, США              | Челленджер | Тверде   | Тревіс Перротт    | Браян Вехели Скотт Гамфріс                     | 3–6, 6–7(3–7)                   |
| Перемога  | 9–15  | Чер 2004 | Форест-Гіллс, США          | Челленджер | Трава    | Джастін Гімелстоб | Тревіс Реттенмаєр Майкл Теббутт                | 6–4, 6–4                        |
| Перемога  | 10–15 | Лип 2004 | Кордова, Іспанія           | Челленджер | Тверде   | Тріпп Філліпс     | Еміліо Бенфеле Альварес Джош Ґоффі             | 7–6(8–6), 7–6(7–1)              |
| Поразка   | 10–16 | Жов 2004 | Тібурон, США               | Челленджер | Тверде   | Роберт Кендрік    | Андре Са Бруно Соарес                          | 2–6, 3–6                        |
| Перемога  | 11–16 | Чер 2005 | Юба-Сіті, США              | Челленджер | Тверде   | Джастін Гімелстоб | Сантьяго Гонсалес Бруно Соарес                 | 6–2, 3–6, 7–6(7–1)              |

## Часовий графік результатів
| W | Ф | ПФ | ЧФ | #Р | КТ | К# | DNQ | A | NH |

### Парний розряд
| Турніри Великого шлему                 |     |     |     |     |     |     |     |     |     |     |        |       |     |
| Відкритий чемпіонат Австралії з тенісу |     |     | 1р  | 1р  | 2р  | 1р  |     |     |     |     | 0 / 4  | 1–4   | 20% |
| Відкритий чемпіонат Франції з тенісу   |     |     | 2р  | 2р  | 1р  |     |     |     |     |     | 0 / 3  | 2–3   | 40% |
| Вімблдонський турнір                   |     |     | 2р  | 2р  | 1р  |     | К1р |     | К2р | К1р | 0 / 3  | 2–3   | 40% |
| Відкритий чемпіонат США з тенісу       |     | 1р  | 3р  | 1р  |     | К1р | ЧФ  | 1р  |     |     | 0 / 5  | 5–5   | 50% |
| В-П                                    | 0–0 | 0–1 | 4–4 | 2–4 | 1–3 | 0–1 | 3–1 | 0–1 | 0–0 | 0–0 | 0 / 15 | 10–15 | 0%  |
| Світовий Тур ATP Мастерс 1000          |     |     |     |     |     |     |     |     |     |     |        |       |     |
| Індіан-Веллс                           |     |     |     | К2р | К1р |     |     |     |     |     | 0 / 0  | 0–0   | –   |
| Відкритий чемпіонат Маямі з тенісу     |     |     | 1р  | 3р  | К1р |     |     |     |     | 1р  | 0 / 3  | 2–3   | 40% |
| Мастерс Канада                         | К2р |     | 2р  | 1р  |     |     |     |     |     |     | 0 / 2  | 1–2   | 33% |
| Мастерс Цинциннаті                     |     |     | 1р  | ЧФ  |     |     |     |     |     |     | 0 / 2  | 2–2   | 50% |
| В-П                                    | 0–0 | 0–0 | 1–3 | 4–3 | 0–0 | 0–0 | 0–0 | 0–0 | 0–0 | 0–1 | 0 / 7  | 5–7   | 42% |